# Levallois Paris Saint-Cloud
Pour les articles homonymes, voir Stade français (homonymie).
Actualités
Le Levallois Paris Saint-Cloud est un club français de volley-ball féminin basé à Levallois-Perret dans les Hauts-de-Seine et évoluant au premier niveau national, en Ligue AF.

## Histoire
Lors de la saison 2023-2024, le parcours européen de l'équipe s'achève en demi-finales de la Coupe de la CEV. Les Mariannes 92 s'inclinent par deux fois (2-3, 0-3) contre le club italien de Chieri '76, futur vainqueur de l'épreuve. À l'issue de la saison, le club est sacré champion de France pour la première fois, après sa double victoires en finale de play-offs face à Nantes (3-0, 3-1),. Les Parisiennes remportent un 2e titre national lors de l'exercice 2024-2025,.

## Historique
- 2003 : l'Union Stade français Paris Saint-Cloud est une UGS, issu du rapprochement deux clubs réputés en volley-ball, le club de Volley de Saint-Cloud et la section Volley du Stade français.
- 2004 : l'équipe monte en PRO A dès sa première année existante.
- 2009 : absorption de la section volley-ball du Lagardère Paris Racing.
- 2013 : fusion de la section volley du Stade français et du Saint-Cloud Volley, le club prend le nom de Stade français Paris Saint-Cloud[7]. Il joue ses matchs à domicile dans la Salle Marcadet (Centre sportif Géo André, Paris 16e), d'une capacité de 1 100 places.
- 2023 : le club fusionne avec la section volley-ball du Levallois Sporting Club pour former le Levallois Paris Saint-Cloud et joue désormais ses rencontres au palais des sports Marcel-Cerdan, à Levallois-Perret[8].
- 2024 : le club remporte le Championnat de France pour la première fois[9].
- 2025 : l'équipe remporte un 2e titre national consécutif, en s'imposant une nouvelle fois en finale des play-offs contre Nantes[10].

## Palmarès
- Championnat de France (2) :
  - Vainqueur en 2024 et 2025.

- Supercoupe de France :
  - Finaliste en 2024.

- Championnat de France Élite (1) :
  - Vainqueur en 2012.
  - Finaliste en 2004.

## Bilan par saison
| Saison    | Division | Saison régulière                 | Phase finale | Coupe de France | Ligue des Champions  | Coupe de la CEV |
| --------- | -------- | -------------------------------- | ------------ | --------------- | -------------------- | --------------- |
| 2024-2025 | Ligue A  | 1er                              | Vainqueur    | 1/4             | Phase de poules (4e) | N/A             |
| 2023-2024 | Ligue A  | 2e                               | Vainqueur    | 1/8             | N/A                  | 1/2             |
| 2022-2023 | Ligue A  | 2e                               | 1/4          | 1/4             | N/A                  | N/A             |
| 2021-2022 | Ligue A  | 10e                              | N/A          | 1/4             | N/A                  | N/A             |
| 2020-2021 | Ligue A  | 11e                              | N/A          | 1/4             | N/A                  | N/A             |
| 2019-2020 | Ligue A  | 11e (annulé à cause du Covid-19) | N/A          | 1/4             | N/A                  | N/A             |
| 2018-2019 | Ligue A  | 9e                               | N/A          | 1/2             | N/A                  | N/A             |
| 2017-2018 | Ligue A  | 7e                               | 1/4          | 1/4             | N/A                  | N/A             |
| 2016-2017 | Ligue A  | 8e                               | 1/4          | 1/8             | N/A                  | 1/32            |
| 2015-2016 | Ligue A  | 3e                               | 1/2          | 1/4             | N/A                  | 1/32            |
| 2014-2015 | Ligue A  | 3e                               | 1/2          | 1/8             | N/A                  | N/A             |
| 2013-2014 | Ligue A  | 5e                               | 1/4          | 1/8             | N/A                  | 1/32            |
| 2012-2013 | Ligue A  | 4e                               | 1/2          | 1/8             | N/A                  | N/A             |
| 2011-2012 | Élite    | 1er                              | N/A          | 1/4             | N/A                  | N/A             |
| 2010-2011 | Ligue A  | 11e                              | N/A          | 1/8             | N/A                  | N/A             |
| 2009-2010 | Ligue A  | 5e                               | N/A          | 1/4             | N/A                  | N/A             |
| 2008-2009 | Pro A    | 8e                               | N/A          | ?               | N/A                  | N/A             |
| 2007-2008 | Pro A    | 7e                               | N/A          | ?               | N/A                  | N/A             |
| 2006-2007 | Pro A    | 8e                               | N/A          | ?               | N/A                  | N/A             |
| 2005-2006 | Pro A    | 10e                              | N/A          | ?               | N/A                  | N/A             |
| 2004-2005 | Pro A    | 6e                               | 4e (poule B) | ?               | N/A                  | N/A             |

## Historique des logos

Logo jusqu'en 2011.
Logo de 2013 à 2015.
Logo de 2015 à 2023.

## Effectif actuel

### Saison 2024-2025
| No                                                         | Nom                                                        | Date de naissance                                          | Taille                         | Poids                          | Poste                          |
| ---------------------------------------------------------- | ---------------------------------------------------------- | ---------------------------------------------------------- | ------------------------------ | ------------------------------ | ------------------------------ |
| 1                                                          | Lucile N'Diaye                                             | 24 juin 2003                                               | 173                            | N/C                            | Réceptionneuse-attaquante      |
| 2                                                          | Kateryna Tkachenko                                         | 3 mai 2003                                                 | 189                            | N/C                            | Réceptionneuse-attaquante      |
| 3                                                          | Rebeka Zyani                                               | 25 février 2006                                            | 167                            | 55                             | Libero                         |
| 4                                                          | Rachele Morello (it)                                       | 7 novembre 2000                                            | 182                            | N/C                            | Passeuse                       |
| 5                                                          | Auriane Biemel                                             | 5 octobre 1999                                             | 167                            | 62                             | Libero                         |
| 6                                                          | Natalia Murek (pl)                                         | 8 septembre 1999                                           | 180                            | N/C                            | Réceptionneuse-attaquante      |
| 7                                                          | Leah Meyer                                                 | 23 juillet 1997                                            | 190                            | N/C                            | Centrale                       |
| 9                                                          | Bianca Cugno                                               | 22 avril 2003                                              | 191                            | 72                             | Attaquante                     |
| 11                                                         | Aleksandra Kazała1                                         | 12 juillet 1996                                            | 180                            | 78                             | Réceptionneuse-attaquante      |
| 12                                                         | Avril García                                               | 26 septembre 2004                                          | 186                            | N/C                            | Centrale                       |
| 13                                                         | Emilie Chemama                                             | 27 août 2006                                               | 177                            | 58                             | Réceptionneuse-attaquante      |
| 14                                                         | Jazmine White (de)                                         | 14 décembre 1993                                           | 185                            | 80                             | Centrale                       |
| 15                                                         | Emma Cagnin (it)3                                          | 26 juin 2002                                               | 186                            | N/C                            | Réceptionneuse-attaquante      |
| 18                                                         | Louane Verger                                              | 29 septembre 2004                                          | 171                            | 56                             | Passeuse                       |
| 19                                                         | Cyrielle Depié                                             | 26 mai 2007                                                | 183                            | 65                             | Attaquante                     |
| 21                                                         | Desiree Becker                                             | 23 janvier 2001                                            | 188                            | N/C                            | Centrale                       |
| 29                                                         | María Schlegel (it)2                                       | 29 août 1993                                               | 184                            | 66                             | Réceptionneuse-attaquante      |
|                                                            |                                                            |                                                            |                                |                                |                                |
| Encadrement technique                                      | Encadrement technique                                      |                                                            | Légende                        | Légende                        | Légende                        |
| Entraîneur : Alessandro Orefice                            | Entraîneur : Alessandro Orefice                            | Entraîneur : Alessandro Orefice                            | : Capitaine                    | : Capitaine                    | : Capitaine                    |
| Entraîneur(s) adjoint(s) : Mattéo Pentassuglia, Omer Ertik | Entraîneur(s) adjoint(s) : Mattéo Pentassuglia, Omer Ertik | Entraîneur(s) adjoint(s) : Mattéo Pentassuglia, Omer Ertik | : Joueuse blessée actuellement | : Joueuse blessée actuellement | : Joueuse blessée actuellement |
| Manager général : Sara Maurino                             |                                                            |                                                            |                                |                                |                                |

1 joueuse ayant quitté le club fin décembre 2024.

2 joueuse ayant rejoint le club fin décembre 2024.

3 joueuse ayant rejoint le club le 20 mars 2025 en tant que joker médical, en remplacement de Kateryna Tkachenko, blessée.

## Entraîneurs
| Période               | Entraîneur         |
| --------------------- | ------------------ |
| 2011/2012 – 2013/2014 | / Rayna Minkova    |
| 2014/2015 – 2018/2019 | Stijn Morand       |
| 2019/2020 – 2020/2021 | Nikola Borčić      |
| 2021/2022             | Olivier Lardier    |
| 2022/2023 –           | Alessandro Orefice |

## Équipementier
| Période          | Équipementier                                                      | Réf.   |
| ---------------- | ------------------------------------------------------------------ | ------ |
| ? – actuellement | Geff Sport (terrain: maillot, shorts de matchs et d'entraînements) | [ 15 ] |
| ? – actuellement | Le Coq sportif (sportwear lifestyle)                               | [ 15 ] |